# Die Tänzerin (Animation)

Silhouette Illusion (3D-Animation von Nobuyuki Kayahara 2003)

Die Tänzerin – englischer Originaltitel Silhouette Illusion – ist der Titel einer grafisch animierten, bistabilen Kippfigur einer Frauensilhouette, die anscheinend Pirouetten dreht. Die Animation wurde 2003 von dem Webdesigner Nobuyuki Kayahara erstellt. Sie enthält tatsächlich keinerlei Tiefeninformation – unter anderem, weil es sich um eine Parallelprojektion handelt – und kann daher als links- oder als rechtsdrehend wahrgenommen werden. Es wird also eine optische Täuschung erzeugt, ähnlich zum Effekt des „Necker-Würfels“.
Ausgelöst von einem Artikel des australischen Daily Telegraph verbreitete sich diese Animation ab 2007 durch die Blogosphäre – zunächst als angeblicher psychologischer Test, der anhand der wahrgenommenen Drehrichtung erweisen solle, welche Gehirnhälfte bei der betrachtenden Person die dominierende sei.